# Pride 33
Pride 33: The Second Coming foi um evento de artes marciais mistas promovido pelo Pride Fighting Championships, ocorrido em 24 de fevereiro de 2007 no Thomas & Mack Center em Paradise, Nevada.

## Background
No evento principal da noite, o campeão dos meio médios Dan Henderson nocauteou o campeão dos médios Wanderlei Silva para se tornar o novo campeão dos médios. Essa vitória de Henderson vingou uma derrota anterior para Silva após o primeiro encontro em 2000 no Pride 12, com Silva vencendo a luta por decisão unânime.
A luta entre Sergei Kharitonov e Gilbert Yvel foi submetida a aprovação da Comissão Atlética do Estado de Nevada (NSAC). Porém, a luta não aconteceu após ser negada a licença para lutar de Yvel pela NSAC baseado na história de desqualificações de muitas lutas, principalmente, seu  infame ataque ao árbitro. Kharitonov permaneceu e enfrentou Mike Russow derrotando-o com uma chave de braço.
A luta entre Wes Sims e Kazuyuki Fujita foi proposta, mas a NSAC recusou a luta alegando que os lutadores tinham experiência/talento muito desiguais. Após isso a luta entre Wes Sims e Mark Hunt foi colocada no card então. A NSAC confirmou que Fujita não poderia lutar com ninguém no Pride 33, já que a data limite de receber os exames médicos dos lutadores acima de 35 (Fujita tinha 36) haviam passado (eles tem que ser mostrado uma semana antes, para que possam ser revistos e limpos).
O oponente original de Travis Wiuff era Kazuhiro Nakamura, mas ele não lutou devido a uma lesão no joelho.